# 최윤 (소설가)
최윤(崔允, 1953년 7월 3일~ )은 대한민국의 소설가이자 문학비평가, 불문학자이다.

## 이력
본명은 최현무(崔賢茂)이며, 1953년 7월 3일 서울에서 태어났다. 경기여고 졸업 후 서강대학교 국문학과 학부와 석사과정을 졸업했으며, 1978년 프랑스 엑상프로방스의 프로방스대학교에서 프랑스 작가 마르그리트 뒤라스에 관한 연구로 문학박사 학위를 받았다.
1984년부터 서강대학교 불어불문학과 교수로 재직 중이며, 한국 현대소설을 프랑스어로 번역하여 프랑스에서 출간하기도 하였다.

## 문학 세계
1978년, 《문학사상》에 평론 〈소설의 의미구조분석〉을 발표했으며, 1988년 5·18 광주 민주화 운동의 비극을 다룬 중편소설 《저기 소리 없이 한 점 꽃잎이 지고》를 《문학과 사회》에 발표하면서 소설가로서 등단했다. 최윤의 소설은 언제나 사회와 역사, 이데올로기 등 이성적이고 관념적인 주제를 다룬다.

## 수상
- 1990년 대한민국 문학상 번역 부문
- 1992년 〈회색 눈사람〉 - 제23회 동인문학상
- 1994년 〈하나코는 없다〉 - 제18회 이상문학상, 제2회 대산문학상